# The Black Parade: The B-Sides
The Black Parade: The B-Sides è un EP del gruppo musicale statunitense My Chemical Romance, pubblicato il 3 febbraio 2009.
Come il precedente EP Live and Rare, pubblicato solo in Giappone, contiene alcune delle B-side presenti nei singoli estratti dal terzo album della band, The Black Parade.

## Tracce
1. My Way Home Is Through You – 2:58
2. Famous Last Words (Live) – 4:53
3. Kill All Your Friends – 4:28
4. Welcome to the Black Parade (Live) – 5:29
5. Heaven Help Us – 2:55

## Formazione
- Gerard Way – voce
- Ray Toro – chitarra solista, cori
- Frank Iero – chitarra ritmica, cori
- Mikey Way – basso
- Bob Bryar – batteria